# Elecciones parlamentarias de Ucrania de 2014
Las elecciones parlamentarias se celebraron en Ucrania de manera anticipada el 26 de octubre de 2014. Petro Poroshenko, el presidente de Ucrania, había presionado para elecciones parlamentarias anticipadas desde su victoria en las elecciones presidenciales. La ruptura de la coalición gobernante en julio le dio el derecho de disolver el parlamento, por lo que el 25 de agosto de 2014 anunció las elecciones anticipadas.
La votación no se realizó en la República Autónoma de Crimea y tampoco se alcanzó a celebrar en partes significativas de los oblasts de Donetsk y Lugansk debido a la guerra en Donbass. Debido al sistema electoral mixto 225 se eligen de manera proporcional y los otros 225 en circunscripciones uninominales, esto último dado la guerra impedía la celebración de las elecciones en 27 de los 450 escaños que permanecerian toda la legislatura sin ocupar.
Esta elección se puede llamar una realineación. Debido a una decisión del período 2010-2014, el Partido de las Regiones (PR) no participó en estas elecciones, mientras que su sucesor informal, el Bloque de Oposición (OB), mostró un resultado modesto con solo el 9.43%. Por primera vez desde la independencia de Ucrania, el Partido Comunista de Ucrania (KPU) no obtuvo representación parlamentaria. Cuatro partidos nuevos obtuvieron el mayor apoyo en estas elecciones: el Bloque Petro Poroshenko (BPP), formado en julio de 2014 por los partidarios de Poroshenko, el Frente Popular (NF), separado de Patria en agosto de 2014, Self Reliance (registrado en 2012) y Bloque de Oposición (formado en septiembre de 2014 por un grupo de exmiembros del Partido de las Regiones).
Como se utilizó el sistema de votación paralela, la asignación de escaños no es proporcional. Por ejemplo, el ganador en la votación de la lista de partidos (22,12%) del Frente Popular obtuvo la segunda facción con 82 escaños, mientras que el Bloque Petro Poroshenko obtuvo 123 escaños con el 21,82% de los votos.
El trabajo del nuevo parlamento comenzó el 27 de noviembre de 2014. El mismo día, cinco facciones formaron la coalición 'Ucrania europea': Bloque Petro Poroshenko, Frente del Pueblo, Autosuficiencia, Partido Radical y Patria. El 2 de diciembre se aprobó el segundo gobierno de Yatsenyuk.